# Monocarpismo

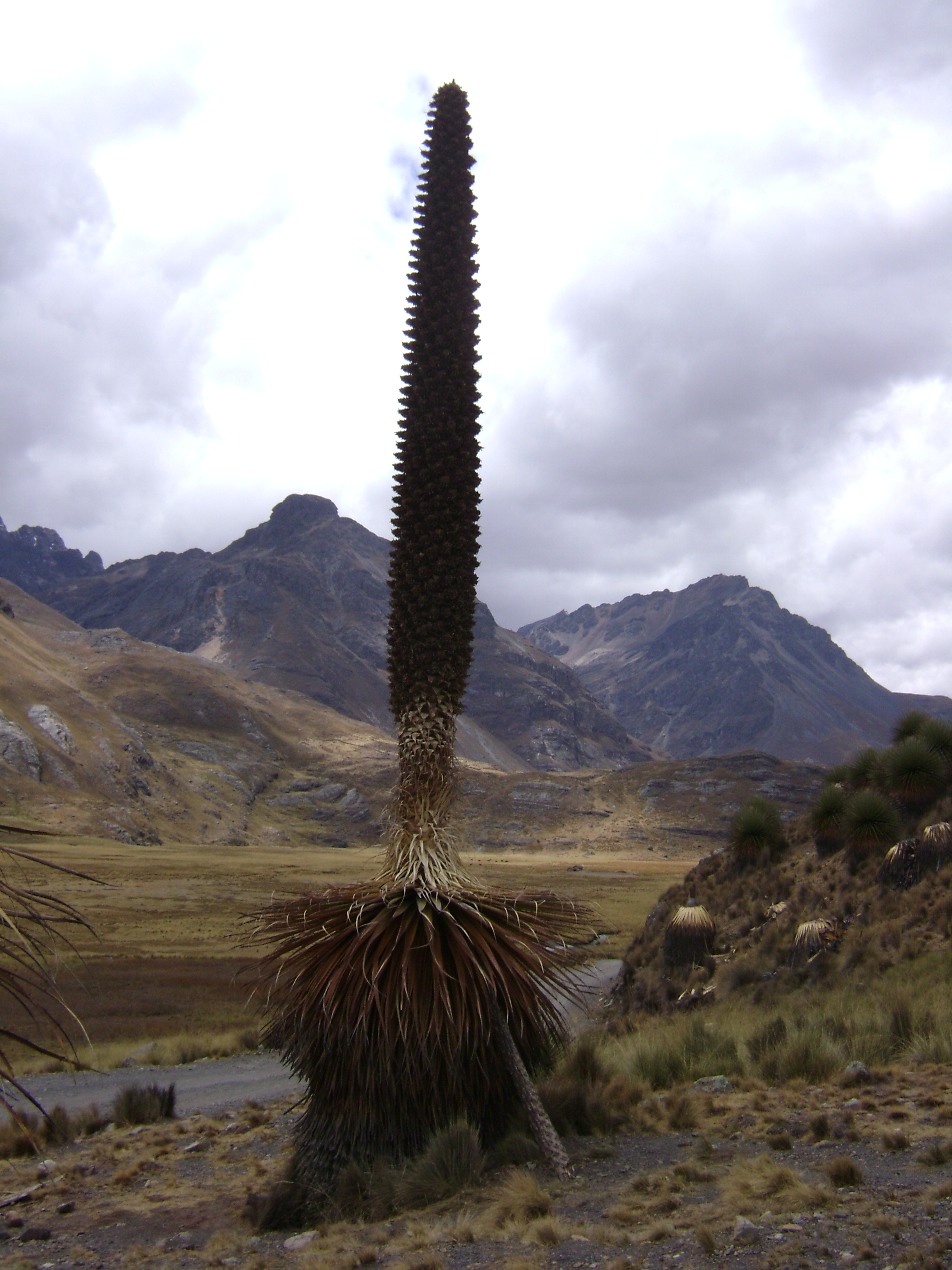
Puya raimondii, la bromelia más grande que se conozca, es una planta monocárpica.

El Monocarpismo es una estrategia de reproducción vegetal que se caracteriza por un único episodio reproductivo antes de la muerte. El término fue acuñado por Alphonso de Candolle; el término semélparo es cuasi-sinónimo, pero se aplica a todos los seres vivos en general, no solamente a las plantas. Su antónimo es policarpismo, del que se forma el adjetivo policárpico, aplicándose a las plantas que florecen y producen semillas varias veces a lo largo de su ciclo de vida.
Una planta monocárpica puede vivir años antes de florecer. La floración  no resulta por sí misma en la muerte de la planta, pero la producción de frutos y semillas causa cambios en ella que la llevarán a la muerte. Estos cambios son inducidos por las hormonas que desvían los recursos de las raíces y hojas hacia la producción de frutos y semillas.
El agave amarillo, del género Agave; algunas bromeliáceas del género Puya, la Tillandsia utriculata, algunas yucas y muchos bambúes pueden tomarse entre 8 y 20 años o, en el caso de los bambúes, hasta más de 100 para florecer y morir luego. Los Argyroxiphium y otras plantas de su familia, del género Wilkesia, pueden vivir entre 10 y 50 años antes de florecer.
Entre las familias de las monocotiledóneas que incluyen especies monocárpicas se encuentran Agavaceae, Araceae, Arecaceae, Bromeliaceae, y Poaceae. Entre las dicotiledóneas en las que se encuentran especies monocárpicas están acanthaceae, apocynaceae, asteraceae y fabaceae. Pocos arbustos dicotiledóneos con ramificaciones múltiples y las especies de crecimiento secundario han sido descritas, entre las que sí lo han sido están Strobilanthes, Cerberiopsis candelabra, Tachigali versicolor y otras especies del género Tachigali.
A menudo, se puede mantener en vida una planta monocárpicas después de la floración si las flores se eliminan tan pronto como se termine la floración, antes de que comience la formación de las semillas o si se arrancan los botones antes de que la floración comience.